# Coelotes keramaensis
Coelotes keramaensis är en spindelart som beskrevs av Matsuei Shimojana 2000. Coelotes keramaensis ingår i släktet Coelotes och familjen mörkerspindlar. Inga underarter finns listade i Catalogue of Life.